# الله والدولة
الله والدولة (بالفرنسية: Dieu et l'état)‏ هو أشهر الأعمال الأدبية للمنظر اللاسلطوي الروسي ميخائيل باكونين. يرى باكونين في الكتاب أن فكرة الله تضمن التنازل عن العقل البشري والعدالة؛ وأنها العامل الأكثر حسما في إنكار حرية الإنسان، وتقود إلى استعباد الجنس البشري، نظرية وممارسة، ويخلص إلى ضرورة التخلص من فكرة وجود الله.

## التأليف
الله والدولة كتب بين شباط وآذار العام 1871. الله والدولة هو مثل كل أعمال ميخائيل باكونين، غير مكتمل ومفكك. وهذا غير مفاجئ حيث لا يوجد مؤلف واحد لباكونين في الحقيقة مكتمل. عندما انتقد باكونين حول هذا الموضوع قال «حياتي متشظية». الله والدولة هو حقا عمل متشظ؛ الكتاب يحتوي على فقرات عديدة متسربة وملتقطة في منتصف الجملة.

## تاريخ الاكتشاف والنشر
اكتشف الكتاب من قبل كارلو كافييرو، أحد اللاسلطويين المعروفين وأحد أصدقاء باكونين، وذلك بعد موت باكونين. ترجم الكتاب بمساعدة صديقه إلى الفرنسية ووزعه كمنشور في العام 1882. كافييرو وصديقه ريكلس هما من سميا الكتاب الله والدولة حيث كان عنوانه الصوفية التاريخية للمدارس الشيوعية وهذا لم يعرف إلا بعد موت كافييرو وصديقه.

## وصلات خارجية
- الكتاب على كتب Google

لم يتم العثور على روابط لمواقع التواصل الاجتماعي.